# Francesco Nava
Francesco Nava (Barzanò, 27 gennaio 1755 – Milano, 25 dicembre 1807) è stato un nobile e politico italiano.

## Biografia
Francesco Nava nacque a Barzanò nel 1755, figlio di Niccolò, capitano di cavalleria dell'esercito imperiale, e di sua moglie, la nobile Antonia Gemelli. Suo fratello fu Gabrio Maria Nava, futuro abate di Sant'Ambrogio a Milano e vescovo di Brescia.
Studente dell'Almo Collegio Borromeo, si laureò il 9 giugno 1777 all'Università degli Studi di Pavia in Giurisprudenza e nel 1778 venne ammesso al collegio dei giureconsulti di Milano. A partire dal 1780 e per due anni fu protettore dei carcerati, mentre nel 1783 venne nominato avvocato dei poveri per tre anni, divenendo assessore del tribunale di provvisione nel 1784. Nel 1791 venne nominato vicario di provvisione, carica la cui reggenza gli venne prorogata sino al luglio del 1795. Tale carica, che in precedenza era stata soppressa da Giuseppe II del Sacro Romano Impero, venne ripristinata proprio con la sua nomina e il nuovo sovrano Leopoldo II gli concesse di disporre anche di un proprio rappresentante a Vienna, accrescendone quindi il potere ed il prestigio.
A partire da 1792, con la successione al trono di Francesco II e dopo la dichiarazione di guerra alla Francia rivoluzionaria, Francesco Nava dovette provvedere nella sua carica all'alloggio ed all'approvvigionamento delle truppe imperiali in preparazione alla guerra imminente. Durante la sua reggenza, inoltre, si aggiunsero diverse epidemie che decimarono il bestiame e una di tifo.
Fu sempre il Nava che, il 9 maggio 1796, dopo aver appreso la notizia dell'invasione della Lombardia da parte dei francesi, convocò tutti i corpi civici della città di Milano ed organizzò con questi un piano d'emergenza, non solo preoccupandosi di difendere la città mentre le truppe austriache l'avrebbero progressivamente abbandonata, ma approntando anche una delegazione che, con lui in testa, avrebbe dovuto portare a complimentarsi col generale Bonaparte per le sue recenti vittorie. Omaggiò personalmente anche il generale Andrea Massena quando giunse alle porte di Milano il 14 maggio con 10.000 uomini.
Ebbe modo di incontrare Napoleone qualche tempo dopo, col quale ebbe un lungo colloquio circa le recenti vittorie militari della Francia e le requisizioni operate dai suoi soldati nella città e nel contado milanese. Venne convocato quindi dal commissario del Direttorio in Italia, Antoine Christophe Saliceti, perché lo rendesse edotto del funzionamento dell'amministrazione civica di Milano ed in particolare dello stato delle casse della capitale.
Il 20 maggio incontrò nuovamente il generale Bonaparte nella propria casa, al quale il Nava presentò le proprie dimissioni e quelle del consiglio comunale cittadino per incompatibilità tra le disposizioni dell'amministrazione francese e la tutela che egli intendeva dare alla città. Il generale non solo le accettò, ma esiliò il Nava a Nizza dove rimase sino al 14 ottobre di quello stesso anno.
Dopo il ritorno degli austriaci dall'aprile del 1799 sino al maggio del 1800, venne nuovamente prescelto per ricoprire la carica di prefetto, corrispondente a quella di vicario di provvisione. Durante questo delicato periodo, si occupò per conto del governo austriaco di epurare l'amministrazione milanese di coloro i quali avevano prestato giuramento alla Repubblica Cisalpina, pur facendo presente al governatore Luigi Cocastelli che un'epurazione generale avrebbe finito per paralizzare l'intera amministrazione dello stato.
Non ebbe il tempo di terminare il proprio compito che, al ritorno dei francesi, prese la decisione di esiliarsi dapprima a Udine e poi a Venezia. Con la costituzione della Repubblica italiana napoleonica sotto la guida di Francesco Melzi d'Eril come vicepresidente, decise di fare ritorno a Milano ma si ritirò a vita privata.
Morì a Milano il 25 dicembre 1807.